# Revue française de psychosomatique
La Revue française de psychosomatique est une revue psychanalytique créée en 1991 par une équipe autour de Claude Smadja et de Gérard Szwec. 

## Description
Son but est de publier des articles d'un champ, la psychosomatique, qui s'est progressivement développé à la suite des travaux de Pierre Marty, de Michel Fain et de Léon Kreisler.